# 市民銀行球場
市民銀行球場（英語：Citizens Bank Park），是位於美國賓夕法尼亞州費城的一座棒球場，2004年啟用，現為美國職棒大聯盟的費城費城人隊的主場。其名来自美國東部的大型銀行——公民金融集团（Citizens Financial Group, Inc.），該銀行以9500萬美元取得25年冠名權。

## 歷史
2004年，費城人隊搬到市民銀行球場，也成為他們新的主場。

## 特色

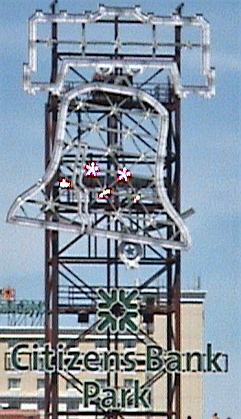
仿照自由鐘輪廓所設計的大鐘

本球場為八邊形，韓國的大邱三星獅棒球場也仿照了此球場的設計。
中外野看台後方的31公尺高的鐵塔上，有一座高16公尺、寬11公尺，仿照自由鐘輪廓所設計的大鐘。這座鐘在費城人隊的球員打出全壘打的時候以及球隊贏球之後會鳴響，並且會左右擺動、發出彩色的閃光。

## 外部連結
- MLB - 市民銀行球場